# 小林敏也
小林 敏也 (こばやし としや、1959年7月30日 - ）は、日本の実業家。京成電鉄代表取締役会長。東京都出身。

## 来歴・人物
中央大学商学部経営学科卒業後、1982年に京成電鉄入社。
2008年6月鉄道本部計画管理部長、2010年6月取締役に選任され、2013年6月常務取締役、2015年6月専務取締役に就任。旧本社跡地（東京・墨田）の複合ビル再開発などで実績を残した。
2017年6月より京成電鉄第12代代表取締役社長に就任。
2024年6月より新京成電鉄代表取締役社長に就任（2025年4月1日付で京成電鉄に吸収合併され解散）。
2025年6月より京成電鉄代表取締役社長執行役員を退任し代表取締役会長に就任。